# John Burton Cleland
John Burton Cleland, CBE (ur. 22 czerwca 1878 w Norwood, zm. 11 października 1971 w Walkerville) – australijski lekarz, patolog, ornitolog, mikrobiolog i mykolog.

## Życiorys
Urodził się w Norwood, obecnie dzielnicy Adelaide, w Australii Południowej. Uczęszczał do Prince Alfred College, Uniwersytetu w Adelajdzie i Uniwersytetu w Sydney, gdzie w 1900 roku ukończył medycynę. Był żonaty z Doną Isabel Paton. Para miała cztery córki i syna. Jego córka, Joan Paton (1916 – 2000) była znanym ornitologiem. Jego jedyny syn, William został kardiologiem.
Pracował m.in. jako mikrobiolog w Zachodniej Australii. Potem objął stanowisko profesora patologii na Uniwersytecie w Adelajdzie, gdzie uczył wiele pokoleń studentów.
Został wybrany na stanowisko szefa Królewskiego Stowarzyszenia Południowej Australii. Urząd piastował w latach 1927–1928 oraz ponownie w 1941. Był też członkiem Royal Australasian Ornithologists Union (w latach 1935–1936).

## Praca naukowa
Na przełomie lat 1934 i 1935 opublikował monografię nt. grzybów rosnących w Australii Południowej. Do dziś jest ona bardzo popularna.
Przeprowadził sekcję zwłok Tamama Shuda – do dziś niewytłumaczoną śmierć mężczyzny, który został znaleziony martwy na plaży 1 grudnia 1948.
Przy nazwach naukowych utworzonych przez niego taksonów dodawane jest jego nazwisko Eckblad.